# 곤이
곤이(昆夷)는 고대 중국의 서융의 한 부족이다. 현재의 산시성 셴양시 리취안현에 거주했으며, 주나라 대에 활동하였다. 혼이(混夷), 관이(串夷), 견이(畎夷), 견이(犬夷), 곤이(緄夷) 등으로 적기도 하며, 또한 곤융(緄戎)으로 적기도 한다.

## 역사
곤이는 약 서주 때부터 서주의 외환(外患)으로 여겨져 왔다. 고공단보는 곤이의 핍박을 받아 기산(岐山)으로 근거지를 옮겼고, 이후 계력이 곤이를 격파하고 필원(畢原)을 수복하기도 했다. 《시경·소아(小雅)·채미 서(采薇序)》는 "문왕 때 서쪽에는 곤이(昆夷)의 우환이 있었고, 북쪽에는 험윤의 어려움이 있었다.[文王之時，西有昆夷之患，北有玁狁之難。]"라고 적고 있다. 주 문왕과 주 목왕 때 서주는 곤이와 여러 차례 전쟁을 벌였고, 알려진 전투로 빈지(豳地) 전투, 곤지(昆地) 전투가 있다.
왕궈웨이는 《귀방곤이험윤고(鬼方昆夷獫狁考)》에서 곤이, 귀방, 훈육, 험윤, 견융, 적(狄) 등의 명칭은 모두 흉노를 가리킨다고 여겼다. 다만 현대의 학자 린윈(林沄)은 《융적비호론(戎狄非胡論)》에서 형질인류학, 자연환경 등의 관점에서 선진 시대의 융적(戎狄)과 후세의 흉노 등 유목민족은 어떠한 관계도 찾을 수 없다고 적고 있다.

## 같이 보기
- 서융